# Mariann Norell
Mariann Norell, född 1947 i Halmstad, är en svensk socionom och politiker (vänsterpartist). Hon har varit ledamot i kommunfullmäktige i Halmstads kommun sedan 1998 och var kommunråd mellan 2002 och 2006.
Norell är sedan 2007 enhetschef för Althea, Halmstads kommuns öppenvårdsverksamhet för missbrukare.